# Saint-Jean-de-la-Porte
Pour les articles homonymes, voir Saint-Jean.
Saint-Jean-de-la-Porte est une commune française située dans le département de la Savoie, en région Auvergne-Rhône-Alpes.

## Géographie

### Situation

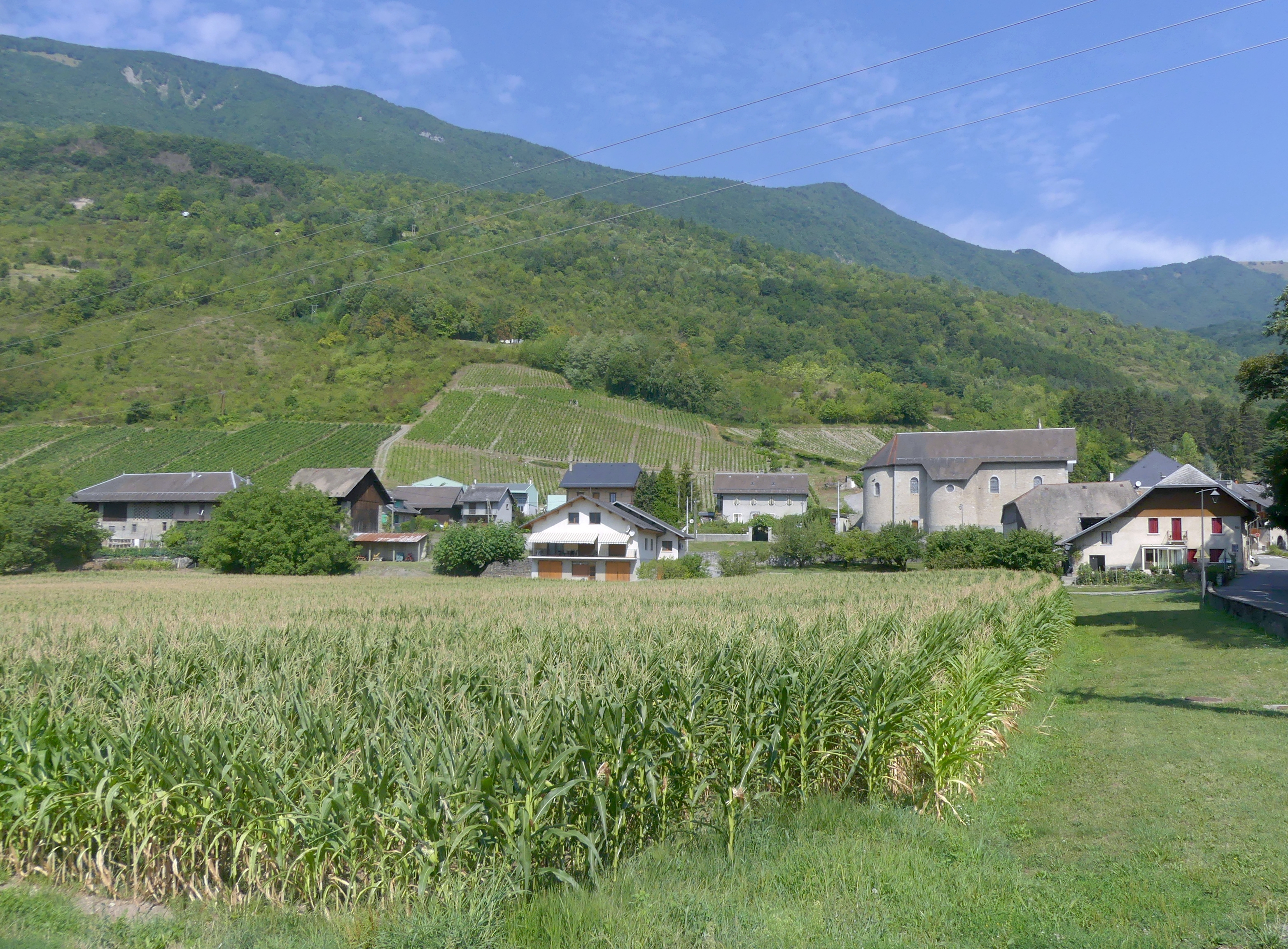
Le chef-lieu au pied des Bauges.

La commune de Saint-Jean-de-la-Porte est située dans la combe de Savoie au pied du massif des Bauges, à environ 25 km de Chambéry, chef-lieu du département de la Savoie.
D'une superficie de 16 km2, son altitude varie de 273 mètres dans la plaine au niveau de l'Isère au sud-est, à 1 572 m au sommet du mont Charvet à l'ouest. Le chef-lieu se trouve dans la plaine à 300 m et le mont Morbier qui constitue l'extrémité nord de la commune culmine à 1 542 m.
L'Isère constitue le plus important cours d'eau arrosant le sud-est de la commune. Les autres cours d'eau prennent leur source dans le massif des Bauges tels que le ruisseau du Morbier, le ruisseau de Combefolle ou le ruisseau du Gargot (prenant sa source à Saint-Pierre-d'Albigny).
Saint-Jean-de-la-Porte est par ailleurs une commune du parc naturel régional du massif des Bauges.

### Voies de communication et transports
Les principaux axes de communication desservant Saint-Jean-de-la-Porte sont situés dans la zone de plaine au sud de la commune.

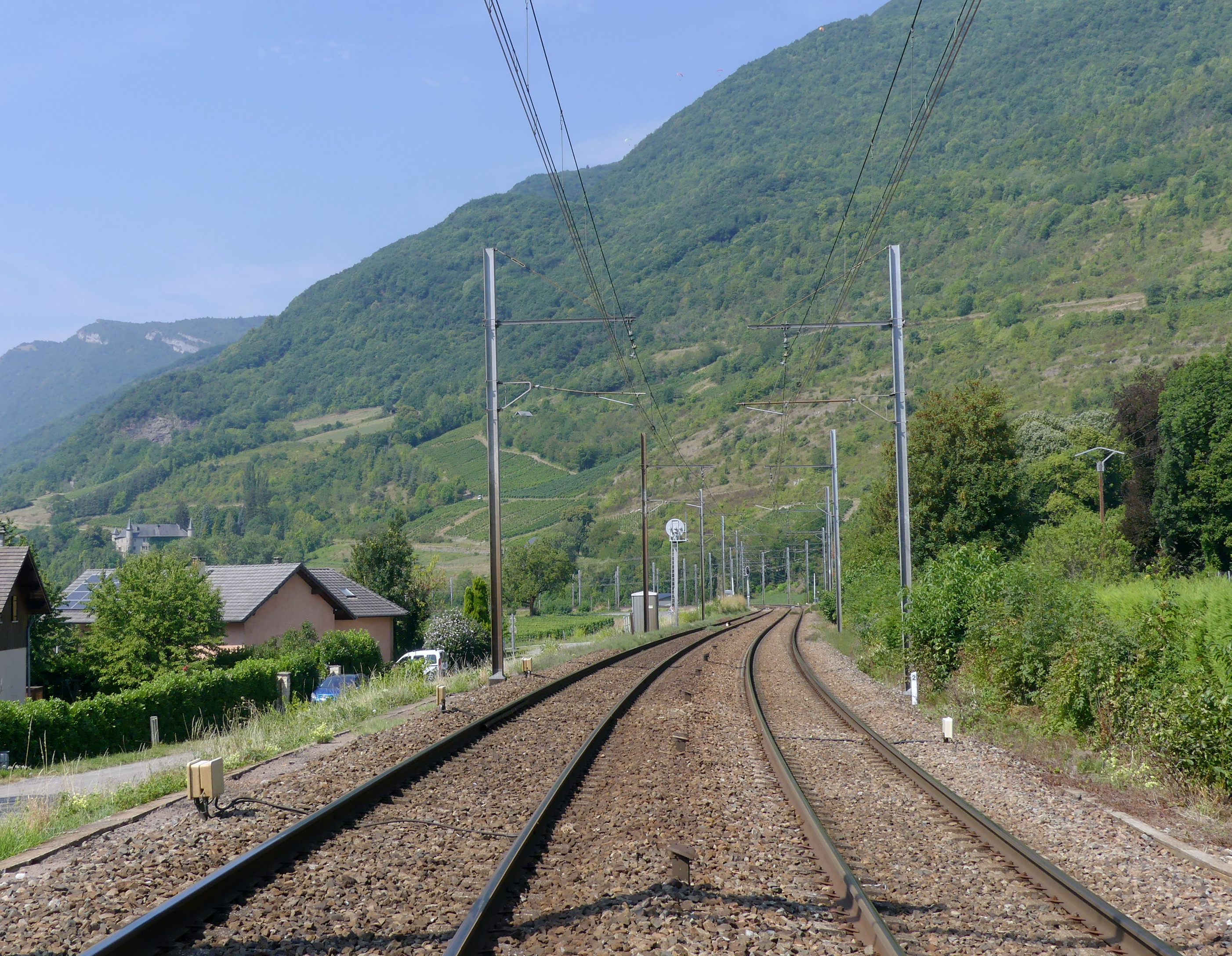
La ligne de la Maurienne.

En ce qui concerne le réseau routier, Saint-Jean-de-la-Porte est traversé sur environ 1 km par l'ancienne Route nationale 6, déclassée en Route départementale 1006. Cet axe majeur du département de la Savoie se contente toutefois de longer l'Isère en rive droite sans desservir le chef-lieu ou zones urbanisées. Cette desserte est assurée par la route départementale 201 reliant Chambéry à Albertville, traversant également le hameau de Bourg-Evescal. Enfin sur la rive gauche de l'Isère, hors du territoire de la commune, se trouve l'autoroute A43 reliant Lyon à l'Italie dont l'échangeur n° 23 permet de desservir Saint-Jean-de-la-Porte par Saint-Pierre-d'Albigny.
En matière de transport ferroviaire, la commune est traversée par la ligne de Culoz à Modane (frontière) dite « de la Maurienne », ligne à double voie électrifiée longeant le chef-lieu au sud. La gare ferroviaire ouverte la plus proche est la gare de Saint-Pierre-d'Albigny située à environ 3 km du chef-lieu. Elle permet des liaisons par TER Auvergne-Rhône-Alpes vers Chambéry et Lyon à l'ouest et vers Modane et Bourg-Saint-Maurice à l'est.

### Communes limitrophes
Saint-Jean-de-la-Porte compte sept communes limitrophes : quatre communes dans la plaine de la combe de Savoie au sud et trois communes dans le massif des Bauges au nord.
Combe de Savoie
Saint-Pierre-d'Albigny à l'est, Châteauneuf (sur moins de 500 m sur la rive gauche de l'Isère), Coise-Saint-Jean-Pied-Gauthier au sud et Cruet au sud-ouest.
Massif des Bauges
La Thuile à l'ouest (sur environ 1 km), Aillon-le-Jeune au nord-ouest et Sainte-Reine au nord.
| Aillon-le-Jeune | Sainte-Reine                   | Sainte-Reine                               |
| La Thuile       | Saint-Jean-de-la-Porte         | Saint-Pierre-d'Albigny                     |
| Cruet           | Coise-Saint-Jean-Pied-Gauthier | Châteauneuf Coise-Saint-Jean-Pied-Gauthier |

## Urbanisme

### Typologie
Au 1er janvier 2024, Saint-Jean-de-la-Porte est catégorisée bourg rural, selon la nouvelle grille communale de densité à sept niveaux définie par l'Insee en 2022.
Elle appartient à l'unité urbaine de Saint-Pierre-d'Albigny, une agglomération intra-départementale regroupant deux  communes, dont elle est une commune de la banlieue,,. Par ailleurs la commune fait partie de l'aire d'attraction de Chambéry, dont elle est une commune de la couronne,. Cette aire, qui regroupe 115 communes, est catégorisée dans les aires de 200 000 à moins de 700 000 habitants,.

### Occupation des sols
L'occupation des sols de la commune, telle qu'elle ressort de la base de données européenne d’occupation biophysique des sols Corine Land Cover (CLC), est marquée par l'importance des forêts et milieux semi-naturels (55,4 % en 2018), en diminution par rapport à 1990 (57,6 %). La répartition détaillée en 2018 est la suivante : 
forêts (48,2 %), terres arables (22 %), cultures permanentes (8,4 %), zones agricoles hétérogènes (8 %), milieux à végétation arbustive et/ou herbacée (7,2 %), prairies (2,8 %), zones urbanisées (2,3 %), eaux continentales (1,1 %), zones industrielles ou commerciales et réseaux de communication (0,1 %).
Saint-Jean-de-la-Porte compte un chef-lieu et 7 hameaux : La Ravoire, Montlambert, Le Féal, Combefolle, Les Reys - Le Chanay, Le Bourg Evescal et Les Grangettes.
L'IGN met par ailleurs à disposition un outil en ligne permettant de comparer l’évolution dans le temps de l’occupation des sols de la commune (ou de territoires à des échelles différentes). Plusieurs époques sont accessibles sous forme de cartes ou photos aériennes : la carte de Cassini (XVIIIe siècle), la carte d'état-major (1820-1866) et la période actuelle (1950 à aujourd'hui).

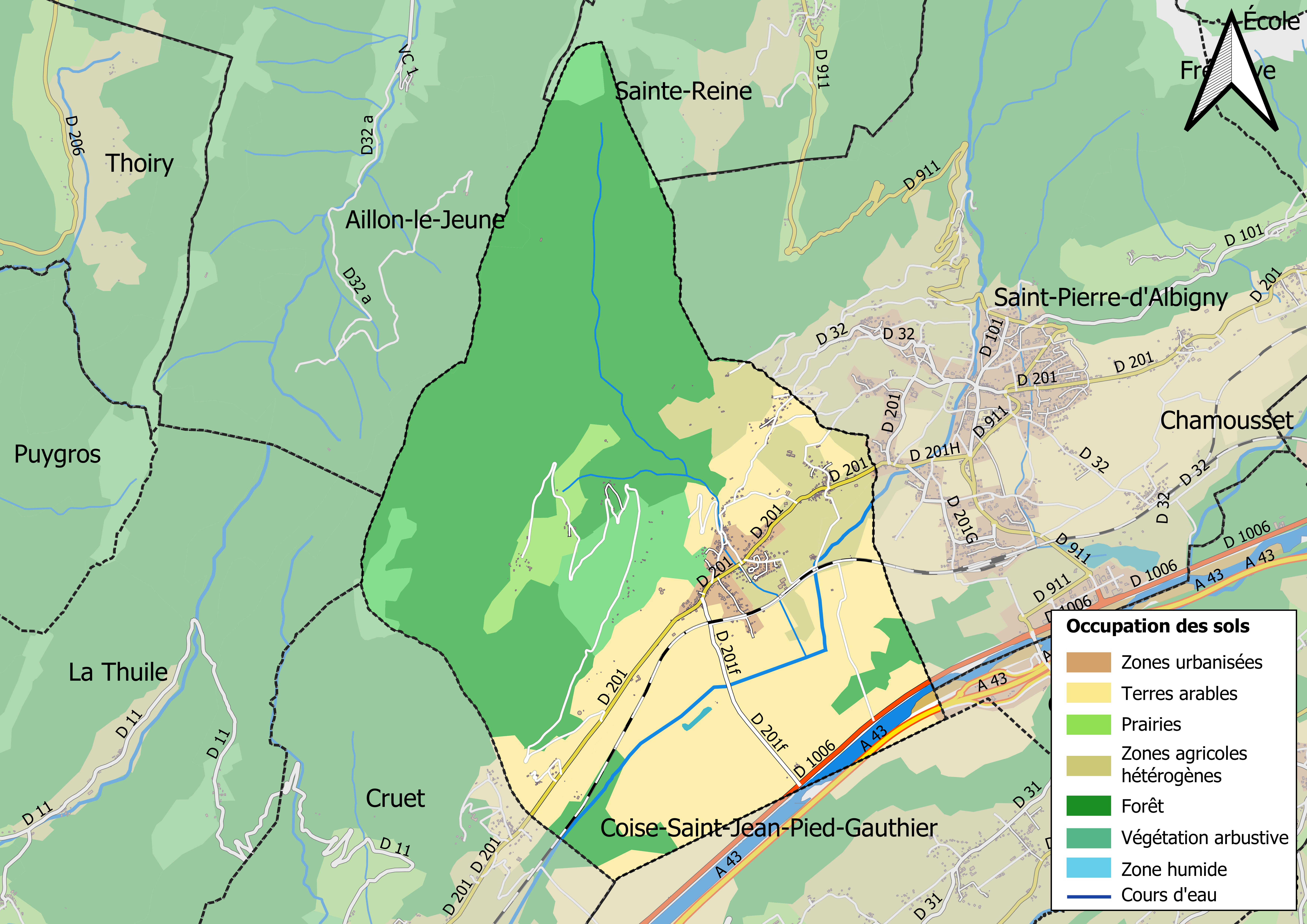
Carte des infrastructures et de l'occupation des sols en 2018 (CLC) de la commune.
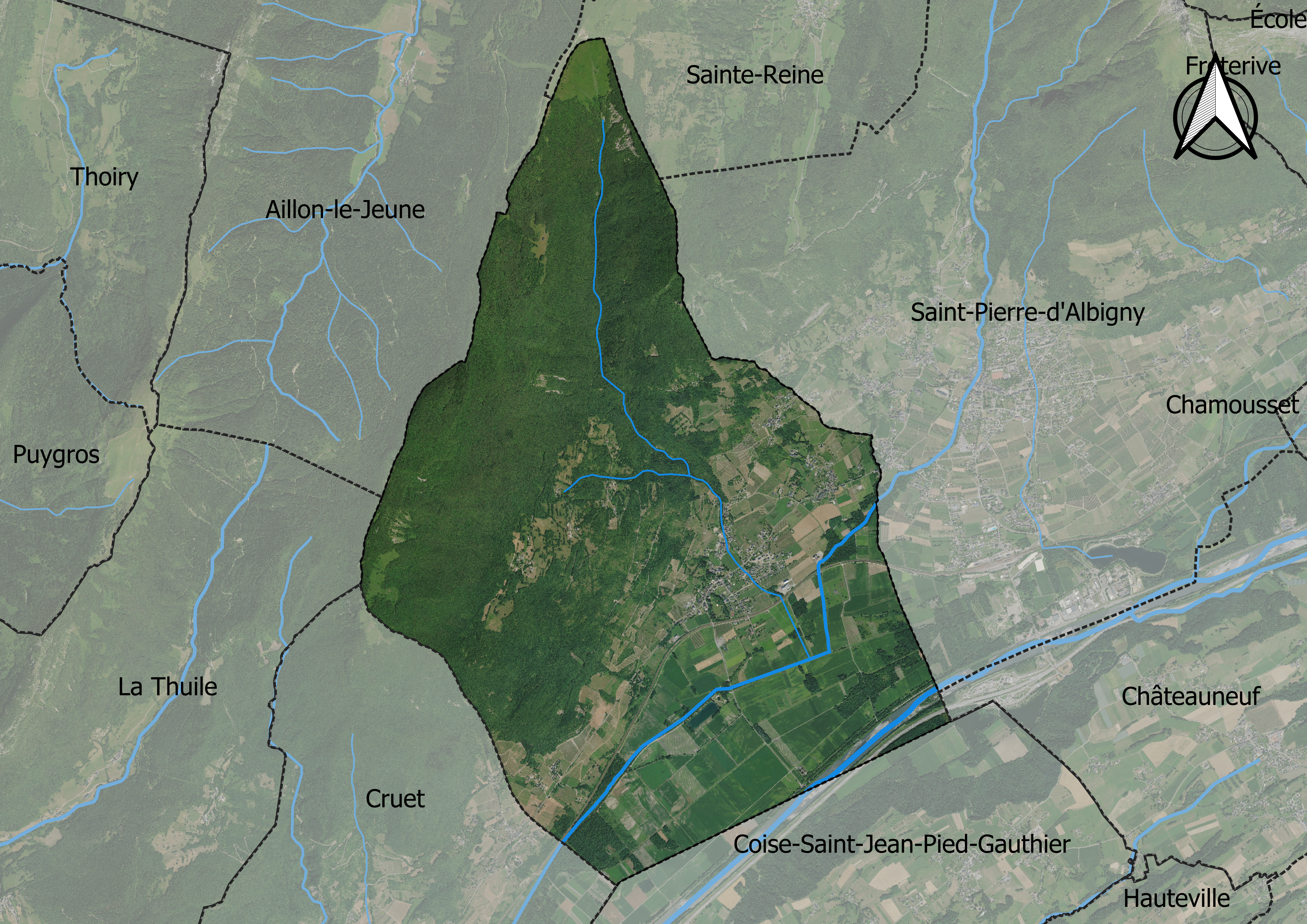
Carte orthophotogrammétrique de la commune.

## Toponymie
En francoprovençal, le nom de la commune s'écrit Sin Djan, selon la graphie de Conflans.

## Histoire

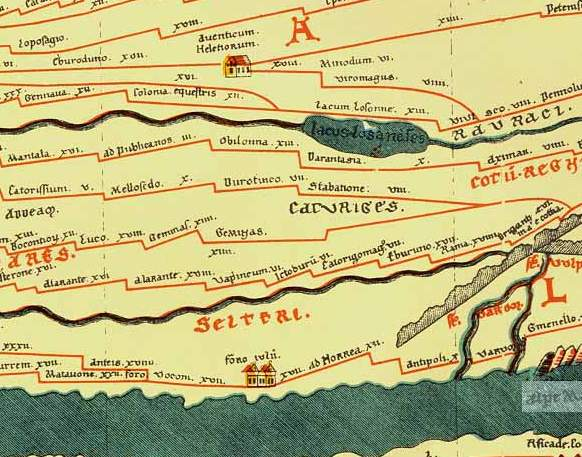
Vue partielle de la table de Peutinger. Au centre la voie passant en Tarentaise par les cités : Axima (Aime) X. Darantasia (Moûtiers) XIII. Obilonna III. Ad Publicanos (Conflans, Albertville) XVI Mantala (Saint-Jean-de-la-Porte).

Saint-Jean-de-la-Porte, à l'époque romaine, est l'antique « Mantala ». Sous la Révolution, elle prit le nom de « Côte rouge ».

## Politique et administration
La commune est membre de la Communauté de communes Cœur de Savoie. Le territoire du Cœur de Savoie regroupe une quarantaine de communes de la Combe de Savoie et du Val Gelon.
| Période                                  | Période                      | Identité              | Étiquette | Qualité               |
| ---------------------------------------- | ---------------------------- | --------------------- | --------- | --------------------- |
| mars 1971                                | juin 1995                    | Roger Prière          | SE        | Charpentier           |
| juin 1995                                | mars 2001                    | François Blondet      | SE        | Ébéniste              |
| mars 2001                                | mars 2008                    | Gérard Rochas         | SE        | Professeur des écoles |
| mars 2008                                | juillet 2020                 | Jean-François Quesnel | SE        | Chef d'entreprise     |
| juillet 2020                             | En cours (au 3 juillet 2025) | Alain Combaz          | SE        | Responsable d'agence  |
| Les données manquantes sont à compléter. |                              |                       |           |                       |

## Démographie
L'évolution du nombre d'habitants est connue à travers les recensements de la population effectués dans la commune depuis 1793. Pour les communes de moins de 10 000 habitants, une enquête de recensement portant sur toute la population est réalisée tous les cinq ans, les populations de référence des années intermédiaires étant quant à elles estimées par interpolation ou extrapolation. Pour la commune, le premier recensement exhaustif entrant dans le cadre du nouveau dispositif a été réalisé en 2008.

En 2022, la commune comptait 977 habitants, en évolution de +6,2 % par rapport à 2016 (Savoie : +3,63 %, France hors Mayotte : +2,11 %).
| 1793 | 1800 | 1806 | 1822  | 1838  | 1848  | 1858  | 1861  | 1866  |
| ---- | ---- | ---- | ----- | ----- | ----- | ----- | ----- | ----- |
| 761  | 790  | 932  | 1 005 | 1 163 | 1 127 | 1 092 | 1 091 | 1 027 |

| 1872  | 1876  | 1881  | 1886  | 1891 | 1896 | 1901 | 1906 | 1911 |
| ----- | ----- | ----- | ----- | ---- | ---- | ---- | ---- | ---- |
| 1 063 | 1 082 | 1 063 | 1 059 | 992  | 988  | 918  | 896  | 878  |

| 1921 | 1926 | 1931 | 1936 | 1946 | 1954 | 1962 | 1968 | 1975 |
| ---- | ---- | ---- | ---- | ---- | ---- | ---- | ---- | ---- |
| 759  | 717  | 674  | 689  | 782  | 685  | 547  | 530  | 444  |

| 1982 | 1990 | 1999 | 2006 | 2008 | 2013 | 2018 | 2022 | - |
| ---- | ---- | ---- | ---- | ---- | ---- | ---- | ---- | - |
| 437  | 600  | 827  | 848  | 853  | 886  | 955  | 977  | - |

## Économie

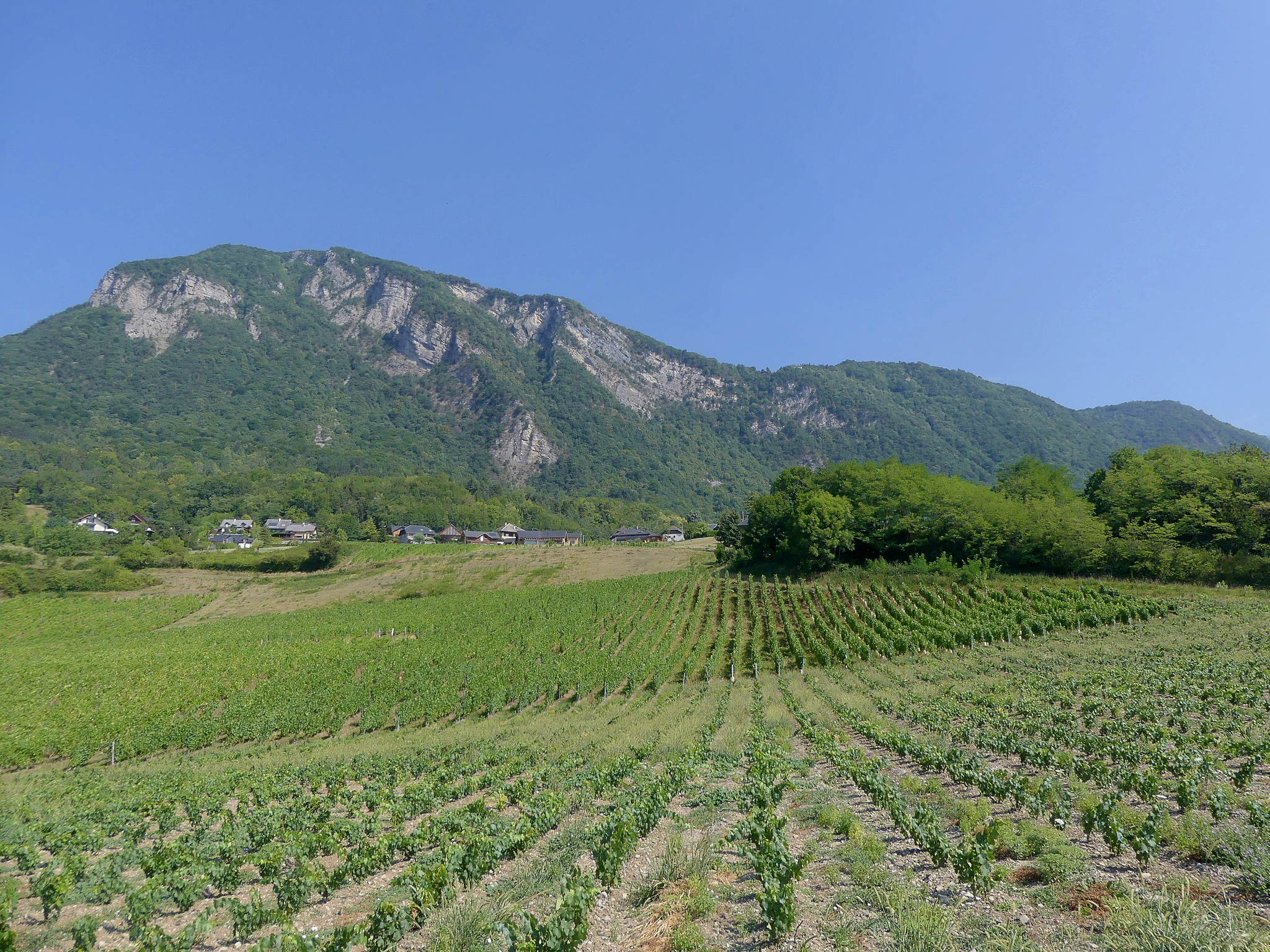
Vignobles de Saint-Jean-de-la-Porte.

Le commune fait partiellement partie de l'aire géographique de production et transformation du « Bois de Chartreuse », la première AOC de la filière Bois en France,.
Saint-Jean-de-la-Porte est par ailleurs une commune viticole dont le potentiel est de 104,93 hectares de vigne en 2016 selon la Direction générale des Douanes et Droits indirects.

## Culture locale et patrimoine

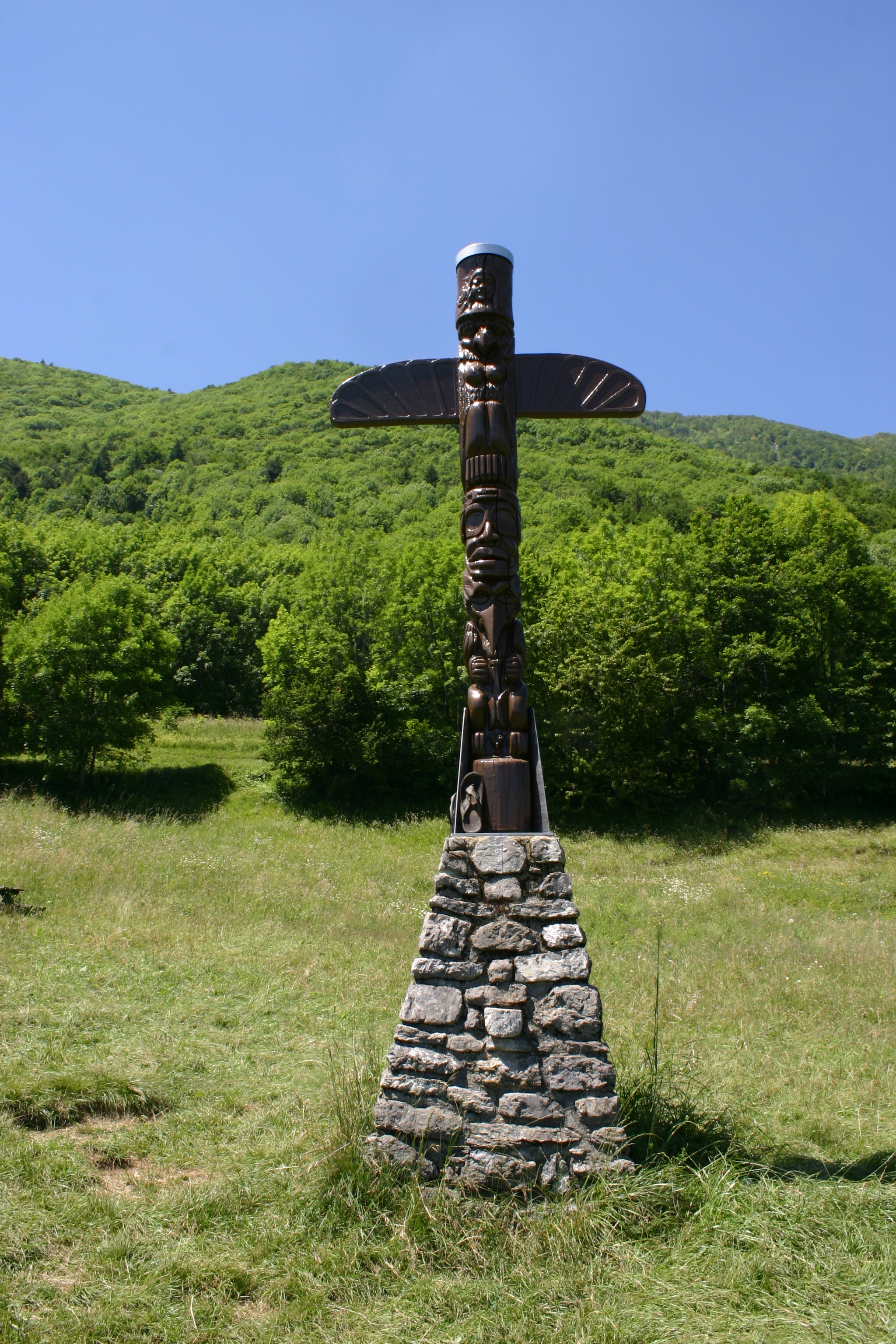
Totem des Indiens de Montlambert.

### Lieux et monuments
- le château de Saint-Philippe.
- le château de Mollard.
- le château de Chanay avec un parc, propriété de la famille Arminjon.
- le château de Saint-Réal, situé à Bourg Evescal, érigée en centre de seigneurie. Propriété des Vichard dit de Saint-Réal.
- les maisons fortes : de La Ravoire (XVe siècle), du nom de ses anciens propriétaires, les de La Ravoire ; du Triat, siège d'une ancienne seigneurie ; de Montfort ; du Thouvet (ruinée au XIIIe siècle, puis reconstruite), siège d'une ancienne seigneurie ; et de La Pallud, près d'Albigny.
- une partie du domaine de la Grangerie de Lourdens.

### Patrimoine environnemental
- Parc naturel régional du Massif des Bauges.
- Rives de l'Isère.
- Circuit touristique des vins de Savoie.

### Personnalités liées à la commune
- Famille Vichard de Saint-Réal dont 
  - Jacques-Alexis Vichard de Saint-Réal (1746-1832), natif[17], haut fonctionnaire du royaume de Sardaigne[18], membre de l'Académie des sciences, belles-lettres et arts de Savoie (1820).
- Michel de la Barge de Certeau, prêtre jésuite et historien, né au château de Lourdens.
- Thierry Repentin, homme politique.